# خانه علی آقا عزیزی
خانه علی آقا عزیزی مربوط به دوره قاجار است و در ابرکوه، محله درب قلعه، کوچه شهید محمد صادق خوشنوازی، پ ۱۶ واقع شده و این اثر در تاریخ ۱۸ آذر ۱۳۸۷ با شمارهٔ ثبت ۲۳۸۹۴ به‌عنوان یکی از آثار ملی ایران به ثبت رسیده است.